# Palsweis
Palsweis ist ein Gemeindeteil von Bergkirchen im oberbayerischen Landkreis Dachau.

## Geographie
Das Kirchdorf liegt auf den Ausläufern eines tertiären Hügelrückengebietes.
Ein Teil des Dachauer Mooses wird als Palsweiser Moos bezeichnet, das als Landschaftsschutzgebiet ausgewiesen ist.

## Geschichte

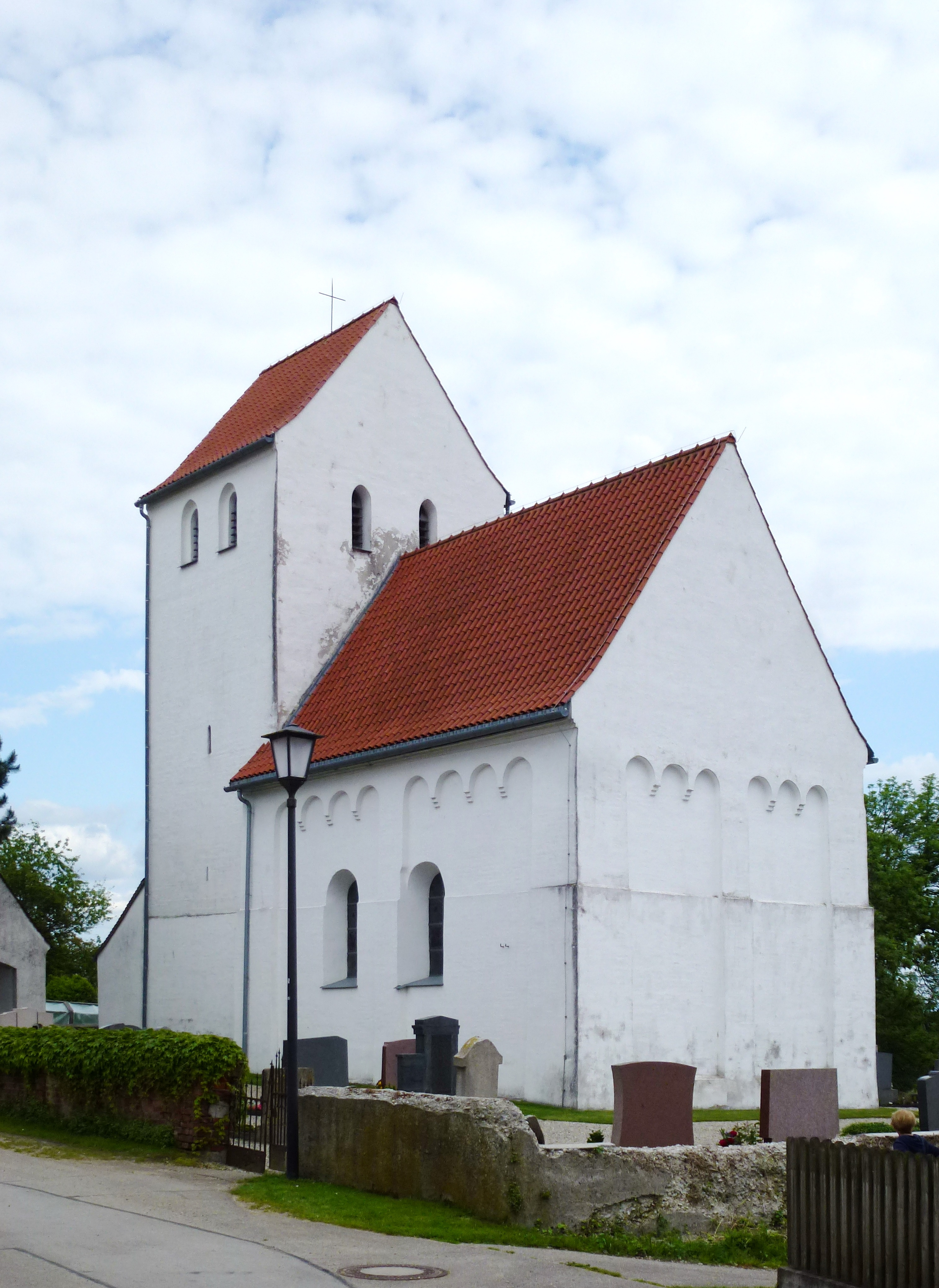
St. Urban in Palsweis

Der Ort Palsweis wurde erstmals um 1185 in einer Indersdorfer Urkunde schriftlich erwähnt. 1231 vermachte Herzog Otto II. seinen Besitz in Palsweis dem Kloster Scheyern. 

## Sehenswürdigkeiten
- Katholische Filialkirche St. Urban
- Wegkapelle